# Виджин (Велюнський повіт)
Виджин (пол. Wydrzyn) — село в Польщі, у гміні Чарножили Велюнського повіту Лодзинського воєводства.
Населення — 634 особи (2011).
У 1975-1998 роках село належало до Серадзького воєводства.

## Демографія
Демографічна структура станом на 31 березня 2011 року:
|          | Загалом | Допрацездатний вік | Працездатний вік | Постпрацездатний вік |
| -------- | ------- | ------------------ | ---------------- | -------------------- |
| Чоловіки | 315     | 70                 | 211              | 34                   |
| Жінки    | 319     | 58                 | 184              | 77                   |
| Разом    | 634     | 128                | 395              | 111                  |